# Stipe (algue)

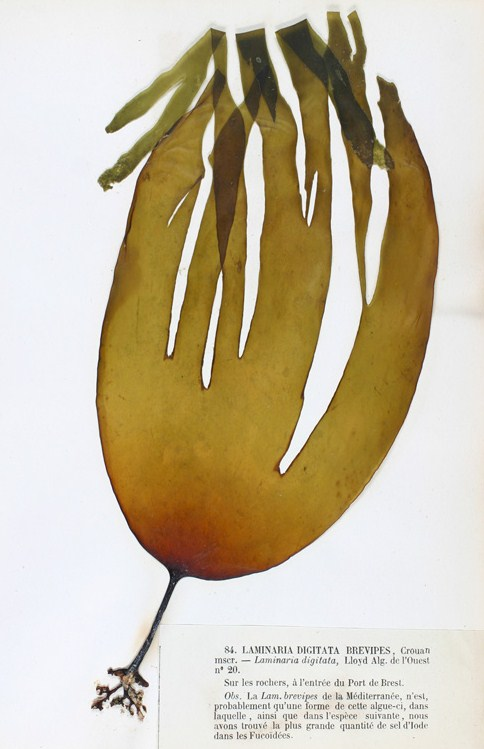
Le stipe est situé entre le crampon et la fronde chez Laminaria digitata

Chez certaines espèces de macroalgues, le stipe est une fausse-tige souvent reliée au substrat par un ou plusieurs crampons (haptères) et supporte la fronde (ou lame). Cette partie basale « mime, par sa forme et sa fonction, le tronc d'un ligneux, sans en posséder ni la taille ni la structure ».
Sa forme est généralement cylindrique, alors que la fronde est, chez les espèces concernées, le plus souvent aplatie.